# Гевондян Петрос Аршалуйсович
Петрос Аршалуйсович Гевондян (вірм. Ղեվոնդյան Պետրոս Արշալույսի, 1964, с. Прошян, Котайкська область, Вірменія — 14 лютого 1994) — вірменський військовий діяч, учасник Карабаської війни, герой Арцаху.

## Біографія
У 1990 р. записався добровольцем Арцаської боротьби за свободу. Прибув до Арцах під час операції «Кільце», брав участь в обороні Ґеташену, Мартунашену, Шаумяну.
У 1992 р. брав участь у штурмі стратегічно важливого села Фаррух, після — Малібейлі, Гушчілар. На прохання командування сил самооборони Шаумянівського району загін прощанських хлопців прибув в село Бузлух, наступ азербайджанських військ було відбито.
Влітку 1992, після нерівних та важких боїв Петрос Гевондян і хлопці його загону були змушені відступити з Шаумяну. Важкі бої йшли в Мартакертському районі — і Пето взяв у них найактивнішу участь.
Брав участь у визволенні десятка населених пунктів Шаумянівського, Мартакертського, Мартунинського, Гадрутського районів, багаторазово виявляв відвагу і героїзм.
15 січня 1993 в районі сіл Срхавенд і Казанчі прямою наводкою з протиповітряної установки «Ігла» збив ворожий винищувач «МіГ-25».
Потім його батальйон бере участь в бойових діях на напрямках Санасар — Джебраїл, Ковсакан — Фізулі. На цьому напрямку поблизу Караханбейлі, вони залишаються до кінця січня 1994 року.
У лютому 1994 батальйон Пето бере участь у битві за Омарський перевал. Завдяки доблесті і рішучим діям вірменських формувань Омарський перевал переходить під контроль Армії Оборони НКР.
14 лютого 1994 він загинув на перехресті дороги Гянджа — Карвачар. Намагаючись винести з мінного поля пораненого товариша, Пето підірвався на міні.

## Нагороди
- За виняткові заслуги в організації захисту Нагірно-Карабаської Республіки, проявлену мужність і особисту відвагу посмертно був нагороджений вищою нагородою Арцаху орденами «Золотий Орел» і «Бойовий Хрест» першого ступеня.

## Джерело
- Енциклопедія фонду «Хайазг» [Архівовано 20 грудня 2012 у Wayback Machine.](рос.)